# Antonija Mamić
Antonija Mamić (* 26. Juni 1995 in Wien, geborene Antonija Curić) ist eine österreichische Handballspielerin.

## Karriere

### Im Verein
Antonija Mamić spielte bis 2017 in Österreich für den WAT Atzgersdorf. Darauf ging sie nach Kroatien und stand im Kader von ŽRK Lokomotiva Zagreb. In der Saison 2019/20 stand sie im Kader des Champions-League-Teilnehmers RK Krim, mit welchem sie die slowenische Meisterschaft gewann. 2020 wurde sie Mutter und legte eine Pause ein. 2023 gab sie ihr Comeback und stand zunächst im Kader von ŽRK Dugo Selo '55 in Kroatien, wurde aber noch in derselben Saison mit sofortiger Wirkung erneut von ŽRK Lokomotiva Zagreb verpflichtet. 2024 ging sie nach Polen und stand im Kader von MKS Lublin. Seit der Saison 2025/26 läuft sie wiederum für ŽRK Lokomotiva Zagreb auf.

### In Auswahlmannschaften
Am 27. September 2017 gab sie ihr Debüt für die österreichische Nationalmannschaft. Sie stand im Kader für die Europameisterschaft 2024, wo so sie mit Österreich den 15. Platz belegte.